# Leucospis brevicauda
Leucospis brevicauda ist eine Erzwespe aus der Familie Leucospidae. Die Art wurde von Johann Christian Fabricius 1804 erstmals beschrieben. Das lateinische Art-Epitheton brevicauda bedeutet „kurzschwänzig“.

## Merkmale
Im Folgenden eine Beschreibung nach Baur und Amiet (2000). Die Weibchen sind zwischen 5,8 und 9,2 mm lang, die Männchen zwischen 5,8 und 8,2 mm. Die Erzwespen besitzen eine schwarze Grundfärbung mit zahlreichen gelben und rotbraunen Zeichnungen. Für die Weibchen gilt: Der Clypeus ist kaum vorgezogen. Die beiden Querkiele auf dem Pronotum sind kräftiger entwickelt als der hintere Kiel. Der basale Zahn der hinteren Femora ist ungefähr so lang wie die folgenden Zähne. Die Gastertergite 1–4 sind ohne eine mediane Längsfurche. Dagegen weist Tergit 5 eine tiefe Ovipositorfurche auf, so dass die Bohrerklappen in Ruhelage teilweise verdeckt sind. Die Bohrerklappen sind sehr kurz und reichen nur bis zur Mitte oder zum basalen Drittel des fünften Tergits.
Die Fühlergeißel ist rötlich. Die gelbe Zeichnung von L. brevicauda ist meist stärker ausgedehnt als bei L. dorsigera, insbesondere an Pronotum, Mesoscutum (Rückenplatte), Scutellum und Gaster. Die hinteren Femora sind außer an den Zähnen und an der Basis gelb. Die hinteren Tibien sind dorsal rotbraun bis schwarz gefärbt und weisen höchstens in der Mitte einen feinen gelblichen Längsstreifen auf. Die Tarsen sind gewöhnlich rotbraun. Die Gastertergite 1, 4, 5 und 7 weisen variable Querbänder auf. Diese sind auf den Tergiten 1 und 4 manchmal, auf den Tergiten 5 und 7 immer in der Mitte unterbrochen. Das fünfte Tergit weist häufig zusätzlich kleine Flecke auf. Die helle Zeichnung auf dem siebten Tergit ist rotbraun und daher oft undeutlich.
Bei den Männchen sind die gelben Zeichnungselemente manchmal reduziert, die Querbänder auf dem Gaster sind durchgehend. Der Gaster ist im basalen Drittel stark verschmälert.
In Europa gibt es mehrere ähnliche Arten, darunter L. dorsigera.

## Verbreitung
Die Art weist eine holomediterrane Verbreitung auf. In Mitteleuropa wurde die Art bisher nicht nachgewiesen.

## Lebensweise
Über die Biologie von Leucospis brevicauda ist offenbar noch wenig bekannt. Zu Wirtsarten finden sich keine Informationen. Es gibt jedoch Beobachtungen in Südfrankreich, wo ein Weibchen den Stängel eines Wandelröschens (Lantana) angebohrt hatte, das vermutlich das Nest einer Wildbiene beherbergte. Die Weibchen der Gattung Leucospis platzieren üblicherweise ein Ei in die Wirtsbrutzelle. Die Erzwespenlarve frisst danach als Ektoparasit die Wirtslarve von außen und verpuppt sich später in der Brutzelle.